# Cryphiomima obliqua
Cryphiomima obliqua là một loài bướm đêm trong họ Noctuidae.